# Hold On (ウィルソン・フィリップスの曲)
「Hold On」(ホールド・オン)は、アメリカのボーカルグループ、ウィルソン・フィリップスの曲で、1990年2月27日にSBKレコードからデビュー・スタジオ・アルバム「Wilson Phillips」（1990年）のリード・シングルとしてリリースされた。この曲は、カーニー・ウィルソン、チャイナ・フィリップス、グレン・バラードによって書かれ、バラードによってプロデュースされた。1990年6月に1週間にわたって米国のビルボードホット100でトップになり、その年の米国で最も成功したシングルであった。また、オーストラリアとカナダでトップ3、ベルギー、アイルランド、ニュージーランド、スウェーデン、イギリスでトップ10にランクインし、世界的なヒットとなった。この曲は、オーストラリアと英国でプラチナ販売認定を受け、米国ではゴールド認定を受けた。ジュリアン・テンプルは、カリフォルニアのサイトで撮影されたミュージックビデオを監督した。
1990年のビルボード・ミュージック・アワードのホット100シングル・オブ・ザ・イヤーを受賞。第33回グラミー賞で、「Hold On」はソング・オブ・ザ・イヤーとデュオまたはグループによるベスト・ポップ・ボーカル・パフォーマンスにノミネートされましたが、両方のカテゴリーで敗れた。 2017年、ビルボードの「史上最高のガールグループソング100」のリストで15位にランクイン。 2020年、Cleveland.comは、1990年代のBillboard Hot 100 No.1のベストソングのリストでは37位にランクイン。.2022年、Pitchforkは「1990年代のベストソング250」のリストでは246位にランクイン。

## 背景
シンナ・フィリップスは、薬物乱用と「本当に悪い」関係にあると同時に、この曲の歌詞を書いた。彼女は2020年にケリー・クラークソンに「コースを変えなければ、大変なことになると言っただけです」と説明した。 プロデューサーのグレン・バラードは、歌詞が必要だとして、この曲をグループに紹介した。フィリップスは、AAで教えられた原則、特に物事を「一度に1日ずつ」とらえなければならないという考えに基づいて歌詞を述べた。翌日、フィリップスは「Hold On」で戻ってきて、ウィルソンとバラードのためにそれを歌い、彼らはすぐにそれを愛した。「私がそれを演奏した一人の男が「それはどこにも行かない」と言ったのを覚えている。それはあまり良い曲ではない。本当に陳腐だ」とフィリップスは回想する。「『神様、彼が間違っていることを願う』と思ったのを覚えている。」

## 商業パフォーマンス
「ホールド・オン」はウィルソン・フィリップスの最初のナンバーワン・シングルとなり、1990年6月9日に米国のビルボード・ホット100でトップにランクインし、わずか1位で1週間過ごしたにもかかわらず、ビルボードによって今年のトップソングにランクイン。（これはこれまでで2番目で最新の一致であり、最初の一致は1962年のアッカー・ビルクによる「白い渚のブルース」でした。）この曲は、同じ年にアダルト・コンテンポラリー・チャートで1週間トップにランクインした。ヨーロッパでは、「Hold On」はUKシングルチャートで6位をピークにした。これは主に、この曲がピークになる1週間前に、伝説的な英国の音楽シリーズ「トップ・オブ・ザ・ポップス」でグループのパフォーマンスによるものです。 さらに、ベルギー、アイルランド、スウェーデンでもトップ10入りし、オランダ、スイス、西ドイツではトップ20入りした。
1990年の米国年末で1位だったにもかかわらず、この曲は1990年代の10年末チャートには登場しなかった。しかし、ビルボードの60周年記念「オールタイムチャート」では、10年の終わりのチャートに登場する多くの曲を上回り、228位にランクイン。

## クリティカルな受信
オールミュージックのアレックス・ヘンダーソンは、この曲は「リモートで説得力がある」ものではないと感じた。 ボルチモア・サンのJ.D.コンシネは、それを「タフだがチューンフルな自立への賛歌」と「たまらなくキャッチー」と賞賛した。 ビルボードのビル・コールマンは、それを「魅力的でメロディックなポップ菓子」と表現した。 2020年、Cleveland.comのTony L. Smithは、「10年か20年前、ウィルソン・フィリップスの感動的なアンセム「Hold On」は、90年代の安っぽい（おそらく最も安っぽい）ポップソング以上のものとは見なされていなかった。しかし、意見は変わる。ノスタルジックな世代にとって、それは「Hold On」よりも大きくはありません。 デイリー・ヴォールトのクリストファー・セレンは、ウィルソン・フィリップスのレビューで、このアルバムの「決定的な瞬間」であり、「来るべきもののトーンを設定するだけでなく、リスナーに彼らがしなければならないのは、座って乗り物を楽しむことだけだと知らせる」と述べている。 Music＆Mediaのレビュアーは、この曲を「メロディックで、よくできていて、非常にキャッチー」と呼び、「ロックスターの娘たちで構成されたバンドに期待するすべて」と呼んだ。 NMEのデヴィッド・クアンティックは、このシングルは「素晴らしく、むしろここ[アルバムの]他のすべてを叩きの毒にしている」と感じた。しかし、カウボーイブーツを履いた三人組が書いた曲の1つなので、将来にとって良い兆候である。

## ミュージックビデオ
シングルを宣伝するために、イギリスの映画、ドキュメンタリー、ミュージックビデオ監督のジュリアン・テンプルが監督したミュージックビデオが制作された。 カリフォルニアのサンガブリエル山脈の山腹の空撮から始まる。 ウィルソン・フィリップスは山の脇に座りながら歌い、その後彼らは海沿いのビーチで一緒に座りながら歌う。
ビデオに関して、ウェンディ・ウィルソンは次のように述べている。
そのビデオのために、私たちは一日中山で過ごした。私たちはヘリコプターでしかそこにたどり着けなかったほど高いところにいた。息を呑むほどだった。実際、私は少し低体温症になり、ある時点で彼らは私を山から降ろさなければなりませんでした。監督のジュリアン・テンプルは、この超クリエイティブなイギリス人であり、それはすべて彼のコンセプトだった。彼は私たちを「隣の女の子」のアイデアを代表するカリフォルニアの女の子と見なした。彼はその具現化として私たちを自然の中に置きたかった。とても「カリフォルニア」な感じがしますが、それが私たちだと思う。それがそれを機能させるのを助けたと思う。'

## 影響と遺産
2017年、ビルボード誌は「ホールド・オン」を「史上最高のガール・グループ・ソング100」リストで15位にランク付けした。 2020年、Cleveland.comは、1990年代のビルボード・ホット100 No.1のベストソングのリストで37位にランクインした。 2022年、ピッチフォークは「1990年代のベストソング250」のリストで246位にランクインした。 2023年10月、ビルボードは「オールタイム500ベストポップソング」ランキングで「Hold On」を312位にランク付けした。

## トラックリスト
- アメリカ版CDシングル[17]
  1. "Hold On" (single fade) 3:40
  2. "Hold On" 4:35
- アメリカ版・カナダ版7インチビニールカセットシングル[18][19][20][21]
  1. "Hold On" – 3:30
  2. "Over And Over" – 4:40
- イギリス版CD
  1. "Hold On" (single version) 3:42
  2. "Hold On" (album version) 4:25
  3. "Over and Over" 4:27
- 西ドイツ版マキシCD
  1. "Hold On"
  2. "Over and Over"
  3. "A Reason to Believe"

## チャート
| チャート(1990年)                        | 最高順位 |
| --------------------------------------- | -------- |
| オーストラリア (ARIA)                   | 2        |
| ベルギー (Ultratop 50 Flanders)         | 9        |
| カナダ トップシングルス (RPM)           | 3        |
| カナダ アダルト・コンテンポラリー (RPM) | 1        |
| デンマーク (Hitlisten)                  | 3        |
| ヨーロッパ (Eurochart Hot 100)          | 10       |
| フィンランド(Suomen virallinen lista)   | 9        |
| アイルランド (IRMA)                     | 7        |
| イタリア (Musica e dischi)              | 25       |
| オランダ (Dutch Top 40)                 | 15       |
| オランダ (Single Top 100)               | 16       |
| ニュージーランド (Recorded Music NZ)    | 6        |
| スウェーデン (Sverigetopplistan)        | 10       |
| スイス (Schweizer Hitparade)            | 15       |
| UK シングルス (OCC)                     | 6        |
| US Billboard Hot 100                    | 1        |
| US Adult Contemporary (Billboard)       | 1        |
| 西ドイツ (GfK Entertainment charts)     | 15       |

| チャート(1990年)                        | 順位 |
| --------------------------------------- | ---- |
| オーストラリア (ARIA)                   | 11   |
| ベルギー(Ultratop)                      | 73   |
| カナダトップシングルス(RPM)             | 20   |
| カナダアダルトコンテンポラリー (RPM)    | 20   |
| ヨーロッパ (Eurochart Hot 100)          | 82   |
| ドイツ (Media Control)                  | 54   |
| ニュージーランド(RIANZ)                 | 33   |
| スウェーデン (Topplistan)               | 50   |
| US ビルボード Hot 100                   | 1    |
| US アダルトコンテンポラリー (Billboard) | 12   |

## 認定
| 国/地域                                             | 認定     | 認定/売上数 |
| --------------------------------------------------- | -------- | ----------- |
| オーストラリア (ARIA)                               | Platinum | 70,000^     |
| ニュージーランド (RMNZ)                             | Platinum | 30,000      |
| イギリス (BPI)                                      | Platinum | 600,000     |
| アメリカ合衆国 (RIAA)                               | Gold     | 500,000^    |
| * 認定のみに基づく売上数 ^ 認定のみに基づく出荷枚数 |          |             |

## リリース歴
| 国       | 発売日        | 形式                                         | Label(s) | Ref.       |
| -------- | ------------- | -------------------------------------------- | -------- | ---------- |
| アメリカ | 1990年2月27日 | 7インチビニール カセット                     | SBK      | [ 要出典 ] |
| イギリス | 1990年5月7日  | 7インチビニール 12インチビニール CD カセット | SBK      | [ 54 ]     |
| 日本     | 1990年5月30日 | ミニCD                                       | SBK      | [ 55 ]     |

## 大衆文化の中で
ハロルドとクマールは、映画「Harold & Kumar Go to White Castle」で運転中にデュエットとして歌を歌う。 この曲は、2011年の映画「ブライズメイズ 史上最悪のウェディングプラン」のフィナーレで取り上げられ、バンドメンバー自身が演奏し、ウィルソン・フィリップスに新たな認識をもたらした。

## もっと見る
- List of European number-one airplay songs of the 1990s